# Sidi Kada
Sidi Kada è un comune dell'Algeria, situato nella provincia di Mascara.